# Alianza FC (Uruguay)
Der Alianza Fútbol Club, kurz Alianza FC, war ein Fußballverein aus Montevideo in Uruguay.

## Geschichte
Der Verein wurde als Ergebnis einer Fusion der Vereine Villa Teresa, Huracán Football Club und Salus FC am 25. November 2000 gegründet. Der Fusionsverein erhielt jedoch in der Saison 2001 keine Spielgenehmigung, weil Villa Teresa und der Salus FC Verbindlichkeiten nicht beglichen hatten. Daraufhin nahm er in jenem Jahr nur in den Jugendligen am Spielbetrieb teil. Er trat sodann von 2002 bis zum Abstieg am Ende der Saison 2004 in der zweithöchsten Profiliga, der Segunda División, an. 2002 beendete die Mannschaft des Vereins die Apertura auf dem 6. Tabellenplatz. Dazu trugen José Denis und Mario Amorín als erfolgreichste Torschützen des Klubs mit sieben bzw. sechs Treffern bei. Nach der Clausura belegte man Rang 12. Da die beiden Halbserien in jener Spielzeit in jeweils zwei geteilten Gruppen ausgespielt wurden und der Alianza FC die Clausura-Gruppe B als Tabellenerster beendete, qualifizierte man sich für das Halbfinalspiel um den Clausura-Titel 2002. Dieses verlor die von Fernando Balda trainierte „Elf“ allerdings gegen den Sieger der Gruppe A Colón FC mit 0:2. In der Jahresgesamttabelle belegte der Alianza FC den 9. Rang. In der Jahresabschluss-Gesamttabelle der Spielzeit 2003 erreichte die Mannschaft des Klubs dann lediglich den 16. und somit drittletzten Tabellenplatz. In der Saison 2004 wurde der Verein wegen ausstehender Spielergehaltszahlungen aus den beiden Vorsaisons und eines daraus resultierenden Spielerstreiks vor dem 10. Spieltag vom Spielbetrieb ausgeschlossen. Die nachfolgenden Partien wurden jeweils als 0:2-Niederlage gewertet. Am Rundenende hatte dies den vorletzten Tabellenplatz zur Folge. Der Verein musste in die neugegründete, zwischen der zweiten Profiliga und der Liga Metropolitana Amateur angesiedelte Segunda División B Amateur absteigen. 2005 löste sich der Fusionsklub wieder auf.

## Stadion
Der Verein trug seine Heimspiele im in Montevideo gelegenen Parque Salus aus, das zuvor als Heimspielstätte des Salus FC gedient hatte. Die Spielstätte verfügt im Jahr 2015 über eine Zuschauerkapazität von 4.500 Personen.

## Trainer
- mind. 2002: Fernando Balda